# Озёрки (Чарышский район)
Озёрки — село в Чарышском районе Алтайского края. До 4 марта 2022 года входило в состав сельского поселения Алексеевский сельсовет.

## История
Основано в 1886 г. В 1928 году состояло из 91 хозяйства, основное население — русские. В административном отношении входило центром Озерковского сельсовета Бащелакского района Бийского округа Сибирского края.

## Население
| 1926 | 2002 | 2005 | 2006 | 2007 | 2008 |
| ---- | ---- | ---- | ---- | ---- | ---- |
| 483  | ↘160 | ↘138 | ↘132 | ↗134 | ↗140 |
| 2009 | 2010 | 2011 | 2012 | 2013 |      |
| ↘132 | ↘110 | ↘108 | ↘99  | ↘94  |      |

Национальный состав
Согласно результатам переписи 2002 года, в национальной структуре населения русские составляли 94 %.